# Авліта (середньовічний порт)
Авліта  — торговельний порт князівства Феодоро.
Точні дата заснування та місце розташування порту невідомі. Але порт точно існував на початку 15 століття. Розташовувався він або в усті річки Чорна на початку Севастопольської бухти, біля фортеці Каламіта. Або в Кілен-бухті, в цьому разі шлях від порту до Каламіти пролягав Кілен-балкою.
В 1434 в результаті конфлікту з генуезцями вони зруйнували порт та фортецю Каламіта. Після цього порт був відновлений.
Авліта була головним портом князівства Феодоро та головним конкурентом генуезьких портів середньовічного Криму. Серед товару, що йшов портом, були також раби, поневолені татарами, які співпрацювали з Феодоро.
В 1475 порт та князівство Феодоро захопили турки, і він перестав існувати.

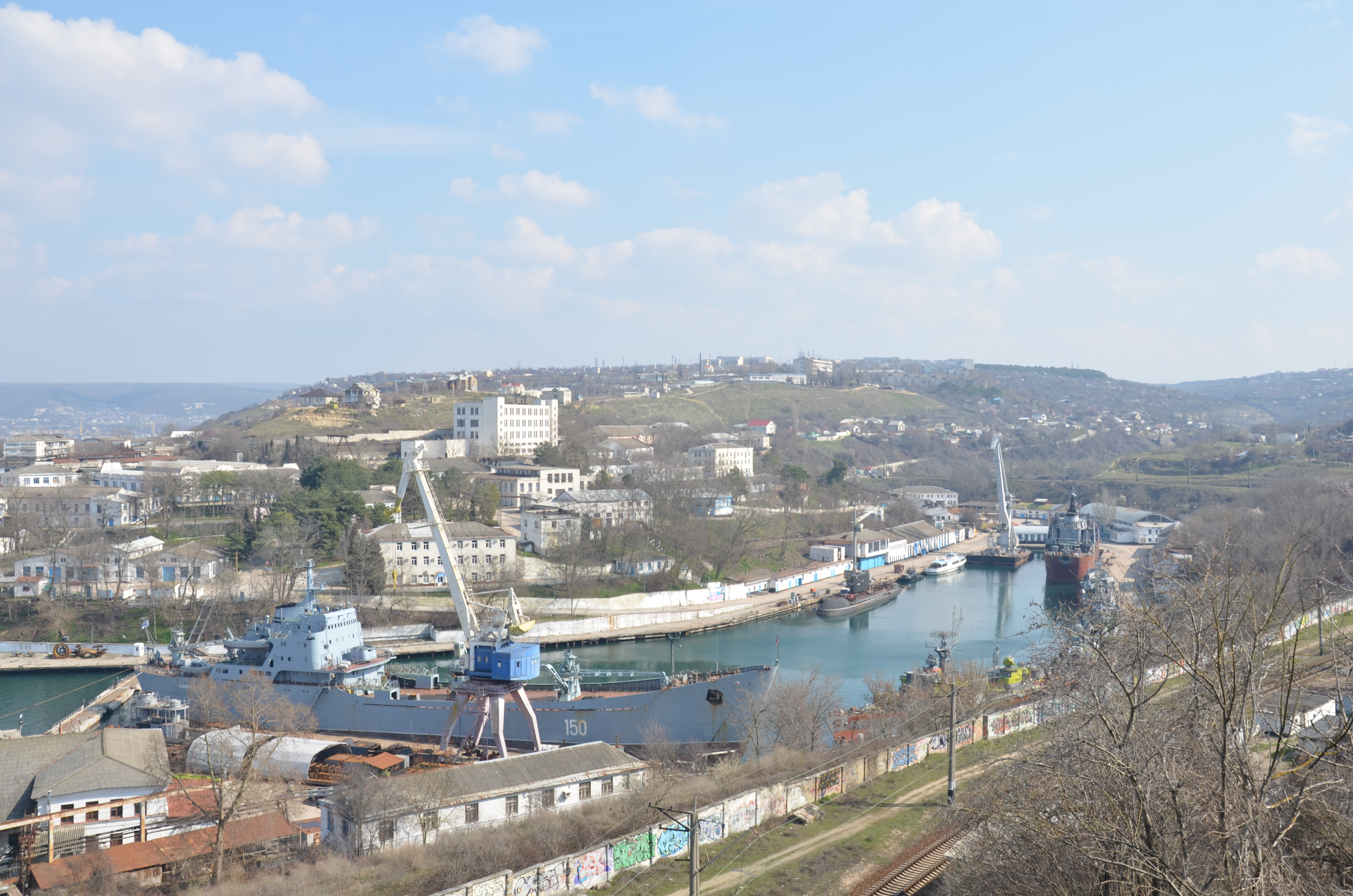
Кілен-бухта — одне з двох можливих місць існування порту
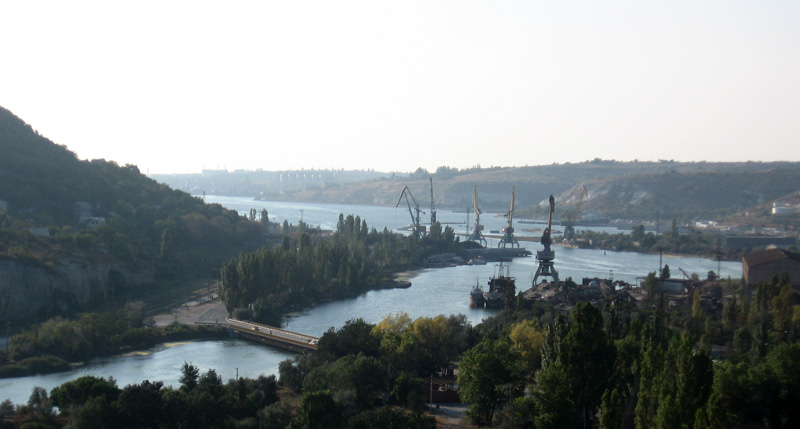
Інкерманська бухта — одне з двох можливих місць існування порту